# 4755 Nicky
4755 Nicky este un asteroid din centura principală, descoperit pe 6 octombrie 1931 de Clyde Tombaugh.